# 小星球航空
小星球航空（Small Planet Airlines UAB，也可以译为小行星航空）是一家立陶宛维尔纽斯的包机航空公司。小星球航空2007年建立，当时是立陶宛的国家航空公司的子公司。公司拥有立陶宛、波兰、意大利的营业执照。2018年11月28日，波蘭民航局已撤銷該公司的包機營運許可證，小星球航空與其包含波蘭小行星航空、德國小行星航空等所有子公司的航班均已停飛。由於目前小星球航空的重組案遭到法院駁回，該公司可能將申請破產保護。

## 历史

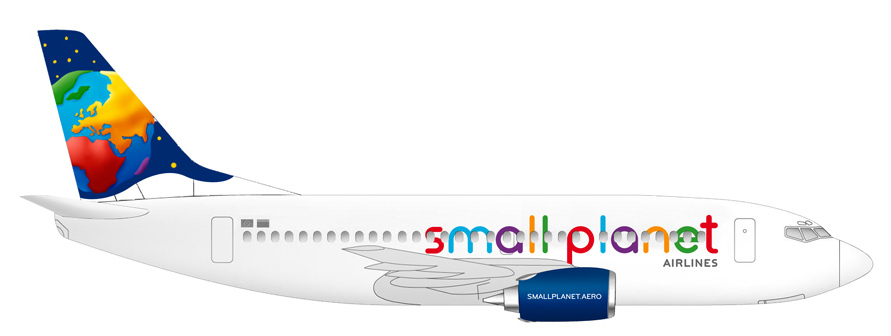
小星球航空波音737涂装

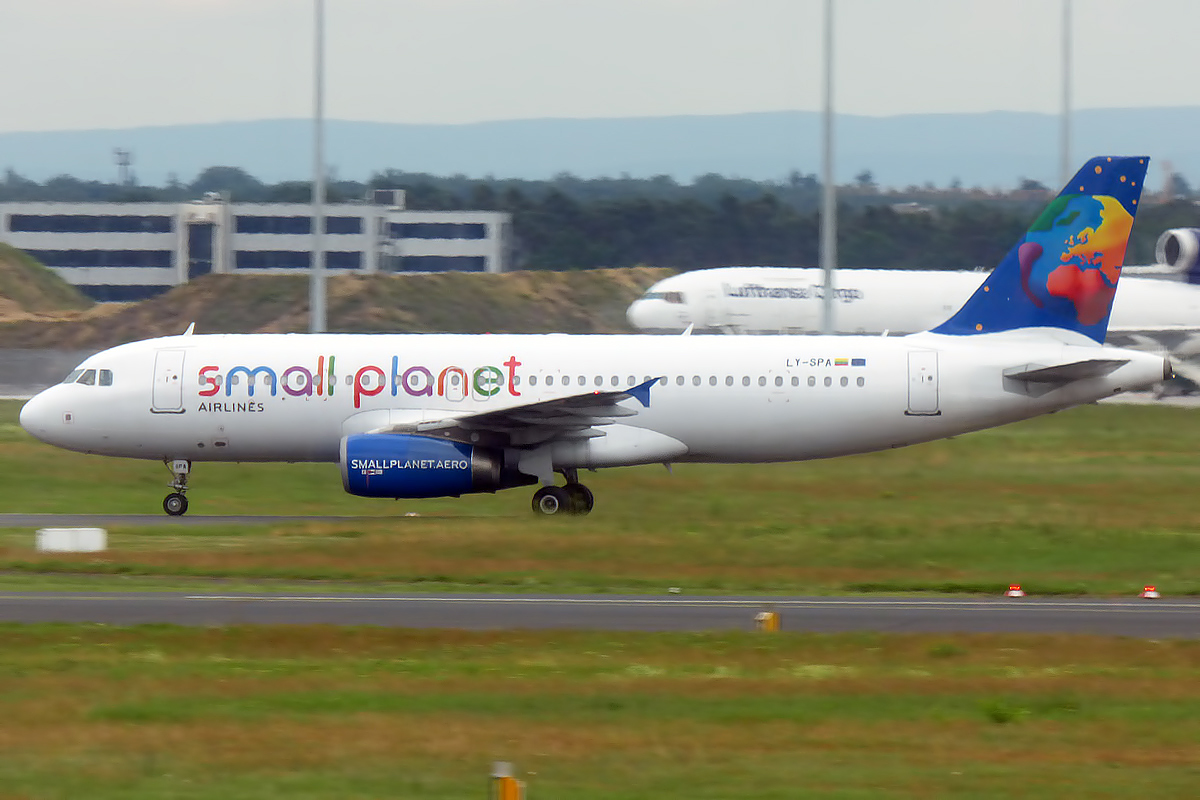
小星球航空空中巴士A320-200

## 统计
在2009年小星球航空有75个航点，40万旅客输送量，收入4600万欧元。2010年，小星球航空航点增至 12个，年均40万旅客输送量，收入4600万欧元。

## 航点
截至2015年1月，小星球航空的定期航班和包機的航點﹕
| 地點           | 國家       |
| -------------- | ---------- |
| 提拉那         | 阿尔巴尼亚 |
| 布爾加斯       | 保加利亚   |
| 瓦爾納         | 保加利亚   |
| 洪加達         | 埃及       |
| 沙姆沙伊赫     | 埃及       |
| 馬薩阿拉姆     | 埃及       |
| 塔巴           | 埃及       |
| 伊拉克利翁     | 希腊       |
| 羅得島         | 希腊       |
| 卡瓦拉         | 希腊       |
| 塞薩洛尼基     | 希腊       |
| 科斯島         | 希腊       |
| 福提文土拉     | 西班牙     |
| 哥德堡         | 瑞典       |
| 大加那利亞     | 西班牙     |
| 巴塞隆拿       | 西班牙     |
| 帕爾馬         | 西班牙     |
| 特內里費島     | 西班牙     |
| 馬拉加         | 西班牙     |
| 貝加莫         | 義大利     |
| 卡塔尼亞       | 義大利     |
| 拉梅齊亞泰爾梅 | 義大利     |
| 维罗纳         | 義大利     |
| 特拉維夫       | 以色列     |
| 里耶卡         |            |
| 莫斯塔爾       |            |
| 蒂瓦特         | 蒙特內哥羅 |
| 法魯           | 葡萄牙     |
| 豐沙爾         | 葡萄牙     |
| 日內瓦         | 瑞士       |
| 安塔利亞       | 土耳其     |
| 加濟帕夏       | 土耳其     |
| 博德魯姆       | 土耳其     |
| 達拉曼         | 土耳其     |
| 倫敦           | 英国       |
| 曼徹斯特       | 英国       |
| 利兹           | 英国       |
| 布里斯托       | 英国       |
| 澳門           | 澳門       |

## 机队

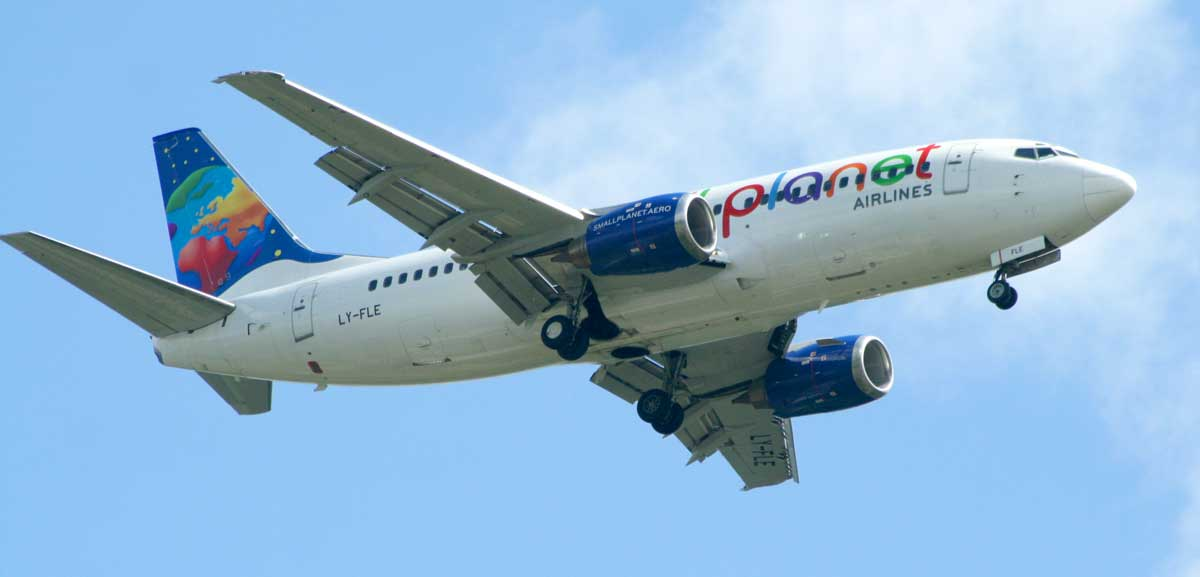
小星球航空波音737-300降落在維爾紐斯國際機場 (攝於2011年)

### 现有機隊
以下為小星球航空現役飞机(截至2017年12月):